# Список высших учебных заведений Чукотского автономного округа
В список высших учебных заведений Чукотского автономного округа включены образовательные учреждения высшего и высшего профессионального образования, находящиеся на территории Чукотского автономного округа и участвовавшие в мониторинге Министерства образования и науки Российской Федерации 2015 года. На 2021 год в Чукотском автономном округе действует 1 филиал.

## Список филиалов высших образовательных учреждений
| Название                                                     | Категория       | Год основания | Месторасположение | Месторасположение головной организации | Число студентов |
| ------------------------------------------------------------ | --------------- | ------------- | ----------------- | -------------------------------------- | --------------- |
| Чукотский филиал Северо-Восточного федерального университета | государственный | 2010          | Анадырь           | Якутск                                 | 181             |